# Rauaniit
Rauaniit-byggnaden är en tidigare textil- och konfektionsfabrik i Tallinn, som byggts om och som sedan augusti 2018 är Estlands konstakademis skolbyggnad.
Rauaniit var ett textilföretag som grundats i Tallinn 1919 och blev aktiebolag 1924. Det tillverkade tyg av konstsilke, silke och ull samt trikåvaror. Åren 1926–1930 uppfördes en femvånings fabriksbyggnad i hörnet av Kotzebuegatan och Põhjaavenyn i stadsdelen Kalamaja i Tallinn. Arkitekt för denna var Eugen Habermann, och byggnaden har därefter kompletterats med grannbyggnader under efterkrigstiden.

## Estniska konstakademin
Estniska konstakademin hade ambitionen att bygga en ny högskolebyggnad redan 2005, och utlyste 2008 en arkitekttävling, i vilken första priset vanns av danska arkitekter med förslag till en 16-våningsbyggnad. Med förhoppningen att denna skulle kunna finansieras av staten, lät högskoleledningen riva sin tidigare byggnad 2010. Det visade sig dock att nybygget inte kunde finansieras, varför konstakademin under flera år har varit i lokaler utspridda på ett antal ställen i staden. År 2013 beslutades att konstakademin skulle överta det kulturminnesmärkta tidigare Rauaniit-fabrikskomplexet i Kalamaja. Arkitekttävlingen om renovering vanns 2014 av arkitektkontoret Kuu. Inflyttningen skedde i augusti 2018.